# Фокусировочный мех

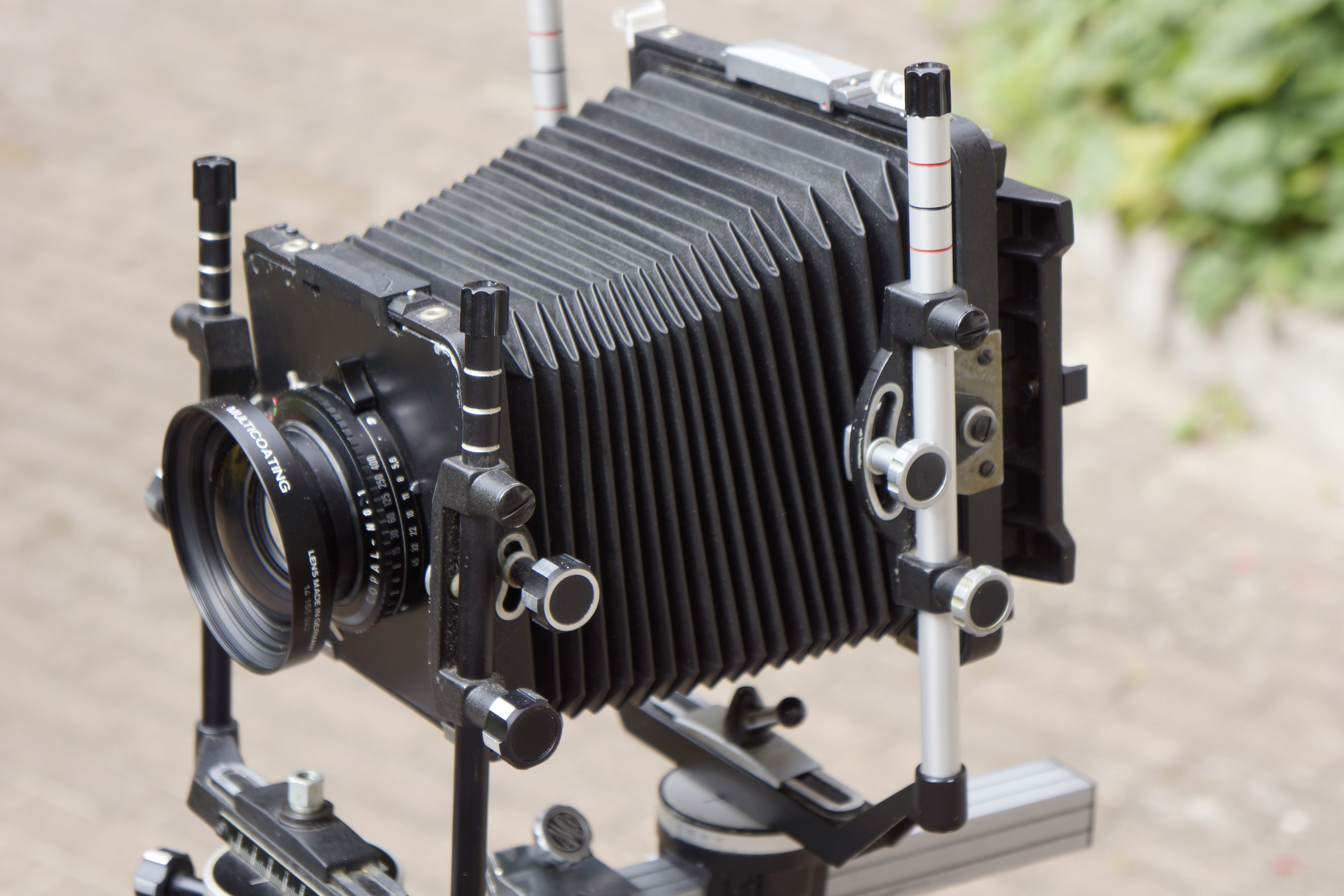
Крупноформатный фотоаппарат «Cambo» с фокусировочным мехом

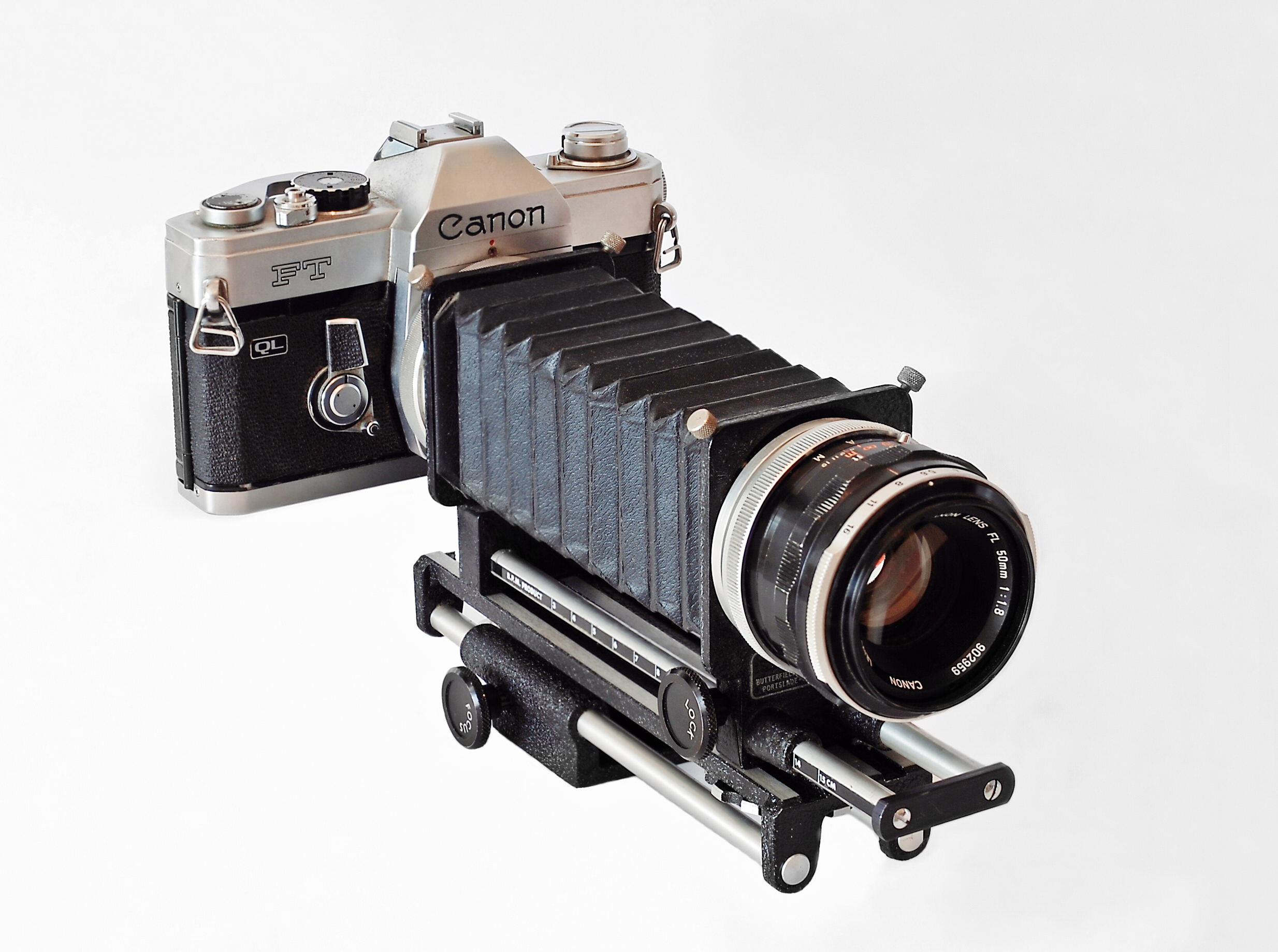
Малоформатный фотоаппарат «Canon FT» с фокусировочным мехом для макросъёмки

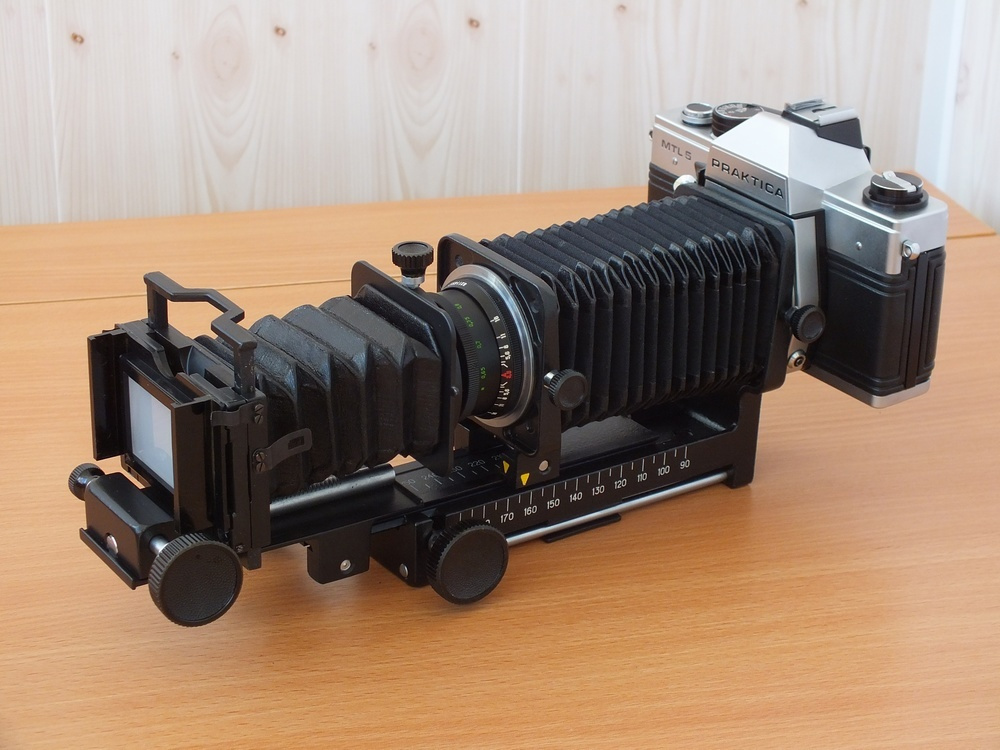
Устройство для пересъёмки слайдов. Приставка «ПЗФ» (между корпусом камеры и объективом) играет роль удлинительных колец, позволяет производить фокусировку. Приставка «ПД» предназначена для установки диапозитива в рамке и позволяет производить кадрирование (изменение масштаба).

Фокусировочный мех (в обиходе — «гармошка») — светонепроницаемое подвижное соединение объектива и кассетной части фотоаппарата, позволяющее плавно менять расстояние между ними в процессе фокусировки. Устройство фокусировочного меха аналогично пневматической камере гармони и позволяет сочетать подвижность с герметичностью. Использование меха характерно для складных фотоаппаратов большого или среднего формата, однако встречается и в других оптических приборах, например, в фотоувеличителях и устройствах для макросъёмки. Большинство компендиумов для кинематографа также состоят из меха.

## Особенности
Такой способ подвижного соединения, заимствованный у гармони, впервые предложен в 1847 году русским фотографом Сергеем Левицким. До этого большинство фотоаппаратов прямого визирования состояли из двух ящиков, вдвигавшихся друг в друга. Фокусировочный мех обеспечивает наиболее свободные подвижки объектива и кассетной части, позволяя эффективно исправлять перспективные искажения при архитектурной и других видах съёмок. В отличие от шифт-объективов, обладающих ограниченной возможностью подвижек, фокусировочный мех позволяет реализовывать принцип Шаймпфлюга без ограничений.
В фотоаппаратуре жёсткой конструкции фокусировочный мех нашёл применение при макросъёмке в качестве замены удлинительным кольцам, по сравнению с которыми меха способны обеспечить плавное бесступенчатое выдвижение объектива в большом диапазоне. Понятие «мех с двойным растяжением» означает возможность съёмки в масштабе 1:1 благодаря выдвижению объектива на удвоенное фокусное расстояние.
Выпускавшаяся в СССР приставка «ПЗФ» позволяла отодвинуть объектив от плоскости фотоплёнки на расстояние до 200 мм, обеспечивая большой масштаб съёмки.